# Zawsze niech będzie słońce

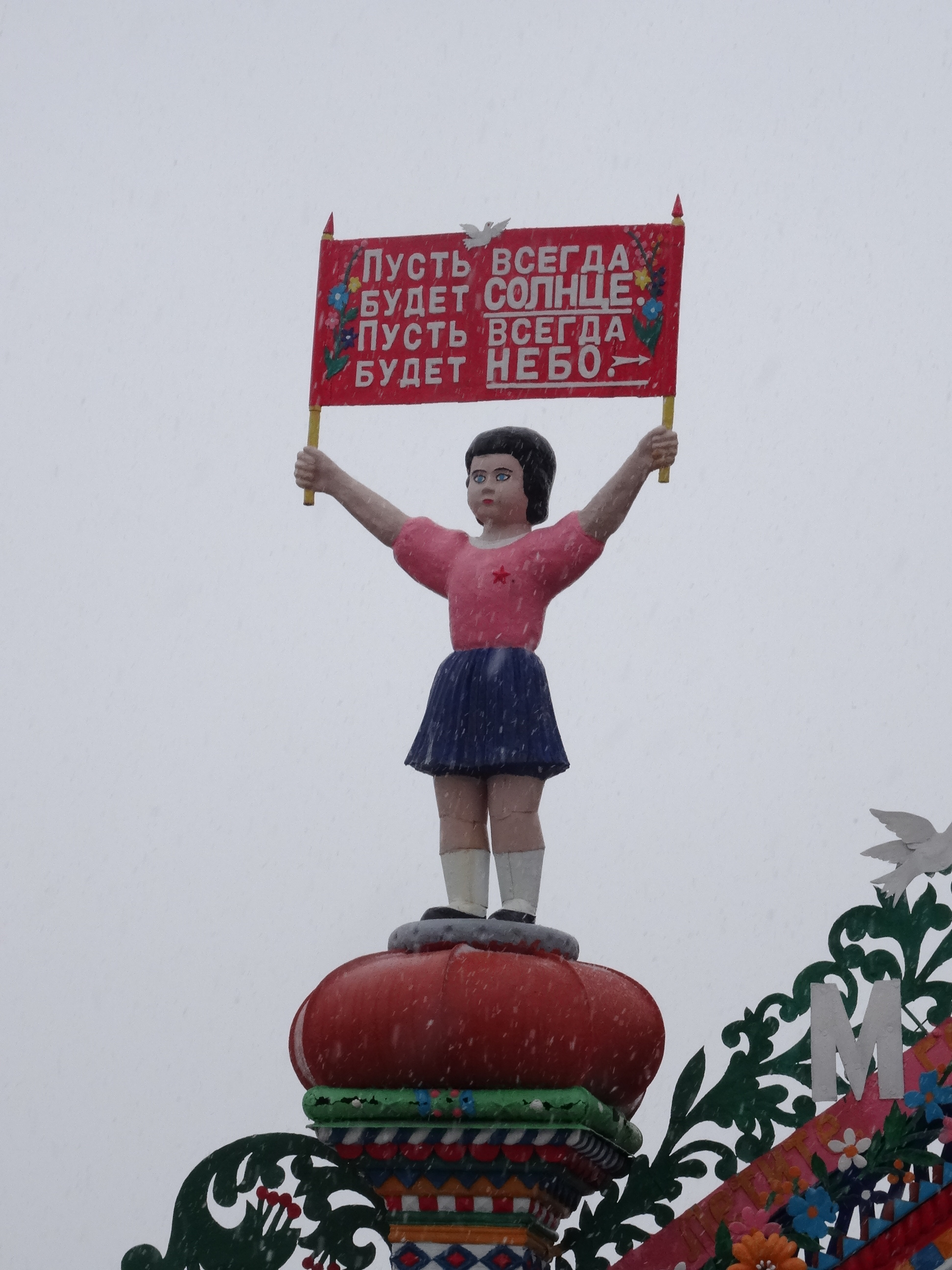
Słowa piosenki trzymane przez figurkę na Дом кузнеца Кириллова

Zawsze niech będzie słońce (ros. Пусть всегда будет солнце; pierwotna nazwa: Słoneczny krąg, ros. Солнечный круг) – piosenka autorstwa Lwa Oszanina do muzyki Arkadija Ostrowskiego wykonana po raz pierwszy w 1962 przez radziecką piosenkarkę Tamarę Miansarową.
Tamara Miansarowa za wykonanie tej piosenki zdobyła główne nagrody na VIII Światowym Festiwalu Młodzieży i Studentów w Helsinkach w roku 1962 i na Międzynarodowym Festiwalu Piosenki w Sopocie w roku 1963. Dzięki jej brawurowemu wykonaniu, piosenkarka zajęła I lokatę w Dniu Międzynarodowym, ex-aequo z Francuzką Simone Langlois. Członkowie radzieckiej delegacji odwodzili ją od zamiaru wykonania tego utworu, muzycy odmawiali jej prób.
Po tych sukcesach piosenka zdobyła wielką popularność w ZSRR, a także w innych krajach. 
W Związku Radzieckim piosenka ta była uważana za jeden z symboli pokoju. Nadal jest popularna w Rosji.

## Historia powstania utworu
Popularny radziecki poeta i tekściarz Lew Oszanin napisał słowa tej piosenki po przypadkowym ujrzeniu plakatu autorstwa Nikołaja Czaruchina (1934–2008) Zawsze niech będzie słońce... (ros. Пусть всегда будет солнце!.., 1961). Inspiracją tego plakatu był czterowiersz autorstwa 4-letniego chłopca, Kosti Barannikowa, powstały po tym, jak mu wyjaśniono, co oznacza słowo zawsze:

Пусть всегда будет солнце,

Пусть всегда будет небо,

Пусть всегда будет мама,

Пусть всегда буду я.

co na język polski można przetłumaczyć jako:

Zawsze niech będzie słońce,

Zawsze niech będzie niebo,

Zawsze niech będzie mama,

Zawsze niech będę ja.

Czterowiersz ten opublikowany został już w roku 1928 w czasopiśmie Język ojczysty i literatura w szkole zawodowej (ros. Родной язык и литература в трудовой школе) w artykule psycholog dziecięcej K. Spaskiej. Następnie wiersz ten pojawił się w książce Kornieja Czukowskiego Od dwóch do pięciu (ros. От двух до пяти) i tam właśnie przykuł uwagę artysty.

## Odniesienia w polityce
Prezydent Stanów Zjednoczonych Ronald Reagan w swojej noworocznej mowie inaugurującej rok 1986, skierowanej do obywateli USA i ZSRR, zrobił aluzję do słów tej piosenki, mówiąc:

Wypatrujmy z niecierpliwością przyszłości z czistoje niebo [z niebem jak len] dla całej ludzkości. Dziękuję, spasibo.
(ang. Let us look forward to a future of chistoye nyebo [blue skies] for all mankind. Thank you, spasibo.)